# Jaleco

Logotipo de Jaleco que se utiliza desde 2007.

Jaleco fue fundada como Japan Leisure Corporation (Corporación de Ocio Japonés) el 3 de octubre de 1974. En 1982 la compañía comenzó a desarrollar y manufacturar videojuegos arcade. Como resultado Japan Leisure Corporation acortó su nombre a Jaleco el mismo año. Jaleco era una compañía de videojuegos cuyo objetivo residía en títulos arcade, así como en títulos para la NES y otras consolas, y para ordenadores. La sede americana de Jaleco (Jaleco USA) se encuentra en Chicago.
El 1º de noviembre de 2000, Jaleco fue adquirida por la compañía de Hong Kong PCCW. Jaleco fue renombrada "PCCW Japan". PCCW reestructuró de abajo arriba la compañía, cerrando la división arcade de Jaleco y otros departamentos no solventes para centrarse en los juegos de consolas y en los juegos de Sexta Generación. PCCW Japan cambió su nombre de nuevo a Jaleco en 2004.
Jaleco publicó videojuegos para la PlayStation 2 de Sony, PC y la Xbox de Microsoft. Jaleco es la subsidiaria oficial del grupo PCCW, lo que incluye varias actividades no relacionas con los videojuegos, como música, publicaciones web y contenido para móviles.
En mayo de 2006, los directivos de Jaleco optaron por cambiar el nombre de Jaleco Ltd a Jaleco Holding Ltd (JASDAQ) y, durante ese proceso, separar la división de videojuegos en otra compañía llamada Jaleco Ltd. Así, Jaleco Holding es ahora el nombre de la compañía que ha existido desde 1974, mientras que Jaleco Ltd es la nueva compañía establecida el 3 de julio de 2006 como una poseedora subsidiaria de Jaleco Holding.
En mayo de 2014, Jaleco se declaró en bancarrota, causando su desaparición en la industria de los videojuegos, sin embargo, tiempo después, una empresa japonesa llamada City Connection adquirió los derechos de los juegos de Jaleco, así teniendo la posibilidad de relanzarlos en nuevas consolas o hacer remasterización o remakes de estos.

## Videojuegos
- 64th Street: A Detective Story
- Avenging spirit (versión arcade)
- Avenging spirit (versión para GB)
- Argus
- The Astyanax (versión arcade)
- Astyanax (versión para NES)
- Bases Loaded
- Bases Loaded II
- Bases Loaded III
- Big Run
- Brawl Brothers/Rushing Beat Ran
- Butasan
- Carrier
- Cisco Heat
- City Connection
- Dead Dance
- Dragonseeds
- Earth Defense Force - Arcade
- Exerion
- Super Earth Defence Force - Super Nintendo
- Field Combat
- Formation Z
- Game Tengoku
- Ginga Ninkyoden
- Goal!
- Goal! Two
- Goblin Commander: Unleash the Horde
- Jazz Jackrabbit (2002)
- Illbleed
- King Arthur's World
- Momoko 120%
- Naughty Boy (juego) - El primer juego desarrollado por la empresa
- Operation Logic Bomb
- Over Rev
- Peace Keepers/Rushing Beat Shura
- Pinball Quest
- Pop Flamer
- Psychic 5
- Rival Turf/Rushing Beat
- Robowarrior
- Rodland
- Saint Dragon
- Saint Dragon: Evolution (Junto con Squarsoft) (PS1)
- Stepping Stage (versión arcade)
- Sterling Sharpe: End 2 End
- Super Bases Loaded
- Super Earth Defense Force
- Tetris Plus
- Tuff E Nuff
- Totally Rad
- Uo Poko
- Utopía
- Vampire Hunter D
- Whomp 'Em
- El Gera

- Datos: Q1344080
- Multimedia: Jaleco / Q1344080